# Cookie's Fortune
Cookie's Fortune (br: A Fortuna de Cookie) é um filme norte-americano do gênero comédia com direção de Robert Altman. O filme conta com Glenn Close, Julianne Moore, Chris O'Donnell e Liv Tyler no elenco e teve sua estreia em fevereiro de 1999 no Festival de Berlim.

## Enredo
Nada acontece em Holly Springs, uma pequena cidade do Mississippi onde as pessoas vivem no final do século XX como se estivessem no século passado. Cada um conhece o seu vizinho e respeita seus segredos e pequenas loucuras como uma forma de cortesia, que só pertence ao Sul. Jewel Mae Orcutt (Patricia Neal), que todos conhecem como "Cookie", é uma das mais ilustres e idosas representantes desta comunidade. Excêntrica por excelência, ela vive em um solar entulhado por lembranças que lhe foram dadas por Buck, seu finado marido. As saudades são tantas que Cookie comete suicídio, mas o corpo é descoberto por Camille Dixon (Glenn Close), uma sobrinha de Cookie que deu a si mesmo a missão de levar cultura para Holly Springs encenando uma versão amadora de "Salomé", de Oscar Wilde. Apesar de se dizer intelectualizada, Camille não admite um suicídio na família e tenta encobrir as pistas que levem a tal conclusão. Ela não imagina que está cometendo o maior erro da sua vida. 

## Elenco
| Intérprete        | Personagem                |
| ----------------- | ------------------------- |
| Glenn Close       | Camille Dixon             |
| Julianne Moore    | Cora Duvall               |
| Liv Tyler         | Emma Duvall               |
| Chris O'Donnell   | Jason Brown               |
| Charles S. Dutton | Willis Richland           |
| Patricia Neal     | Jewel Mae 'Cookie' Orcutt |
| Ned Beatty        | Lester Boyle              |

## Prêmios
Festival de Berlim
- Venceu na Categoria: Prêmio Especial do Juri Alemão (Para Robert Altman)
- Indicado na Categoria: Urso de Ouro de Melhor Filme

Independent Spirit Awards
- Indicado em 3 Categorias: Melhor Filme, Primeiro Roteiro e Melhor Ator Coadjuvante (Charles S. Dutton)